# Szkarłatne żagle (film)
Szkarłatne żagle (ros. Алые паруса) – radziecki film familijno-przygodowy z 1961 roku w reżyserii Aleksandra Ptuszki. Ekranizacja powieści Aleksandra Grina o tym samym tytule.

## Obsada
- Anastasija Wiertinska jako Assol (głos Nina Gulajewa)
- Wasilij Łanowoj jako Arthur Grey
- Iwan Pieriewierziew jako Longrene
- Aleksandr Chwyla jako Menners Sr.
- Siergiej Martinson jako Filipp
- Zoja Fiodorowa jako guwernantka
- Pawieł Massalski jako Lionel Grey
- Oleg Anofrijew jako Letika

## Produkcja
Zdjęcia kręcono na Krymie (Ałupka, Koktebel, Jałta), a także w Chersoniu, Picundzie (Abchazja), Rostowie nad Donem i Baku.